# Hoch Zwei
Hoch Zwei (Eigenschreibweise HOCH ZWEI) ist der Name eines Bürohochhauses im zweiten Wiener Gemeindebezirk. Das 80 Meter hohe Gebäude wurde 2008 fertiggestellt. Seit 2009 verwendet der Öl- und Gaskonzern OMV das Hochhaus als Konzernzentrale und ist Hauptmieter.
Bereits im Jahr 2004 wurde unter neun Architektenteams ein Realisierungswettbewerb ausgetragen. Dieser ging an henke und schreieck Architekten, welche das Gebäude entwickelten. Die Geschoßfläche beträgt etwa 27.000 m².

## Infrastruktur
Das sich zwischen dem Prater und Messegelände befindende Hochhaus verfügt über Büros und ist durch die Wiener U-Bahn-Linie U2 an den öffentlichen Verkehr der Stadt angeschlossen. Unterhalb der Bebauungsfläche befindet sich eine Parkgarage.
Hoch Zwei befindet sich in einem Park mit etwa 5.000 m² Wasserfläche auf einem ca. 40.000 m² großen „Viertel Zwei“ genannten Büropark.